# 안테노르 (신화)
안테노르(고대 그리스어: Ἀντήνωρ)는 그리스 신화에 나오는 인물로 다르나니에 사람이다. 트로이아 전쟁 당시 트로이아의 왕 프리아모스의 신하로 트로이아 인의 장로(長老) 중의 한 사람이다.

## 트로이아의 장로
안테노르는 아이시에테스와 클레오메스트라 사이에서 태어난 아들이다. 트라키아의 키세오스의 딸 테아노와 결혼하여 수많은 자식들을 낳았는데 대부분이 트로이아 전쟁에 참가하여 전사했다. 두 사람 사이의 자식들은 코온, 아르켈로코스, 아카마스, 글라우코스, 헬리카온, 라오도코스, 라오다마스, 델메레온, 에우리마코스 이피다마스등이 있다.
호메로스에 따르면 그는 현명하고 사려깊은 트로이의 신하로 불필요한 전쟁을 막기 위해 헬레네를 그리스 진영으로 돌려보내라고 프리아모스에게 충고하며 헬레네의 귀환을 위해 오딧세우스와 메넬라오스가 트로이아에 사절로 왔을 때 그들을 대접하기도 했다.

## 배신자 안테노르
호메로스 이후의 전설에서 안테노르는 트로이아의 배신자로 묘사된다. 그는 트로이아의 성문을 그리스 군에게 열어주고 횃불로 신호를 보내 그리스 군의 도시 함락을 돕는 인물로 나오는데 그리스 군이 토로이아를 약탈 할 때 그의 집에는 표범가죽을 걸어 놓아서 약탈을 면했다고 한다.
그 이후에 전설에서 안테노르의 행적에 대하여는 여러 가지 설이 있는데 트로이아의 도시를 재건했다고도 하고 리비아의 퀴레네에 가서 정착했다고 하며 이탈리아로 가서 파두아를 건설했다고 한다.
단테는 그의 신곡에서 안테노르를 배신자의 대명사로 지옥에 있는 제9원의 두 번째 지역의 이름을 안테노라라고 명명하였다. 이 지역에는 자신의 조국을 배신한 인물들이 모여있는 곳인데 이 지역의 이름은 바로 이 안테노르의 이름에서 따왔다.

## 천문학
1977년 소비에트 연방의 천문학자 니콜라이 스테파노비치 체르니크가 발견한 소행성은 이 안테노르의 이름을 따서 2207 안테노르로 명명되었다.